# حسن مشفي
حسن مشفي (1962 - 2008) سياسي مغربي، أحد مؤسسي حركة الشبيبة الإسلامية المحظورة، من مواليد مدينة الدارالبيضاء عام 1962، إنضم إلى صفوف الشبيبة الإسلامية عام 1980، وحافظ على حضور جلساتها بحي «بلفدير» بالدار البيضاء، لكن بعد الاعتقالات التي شملت صفوف الشبيبة الإسلامية، في صيف 1983، اضطر إلى الاختفاء. وفي أواخر عام 1984، التحق بفرنسا رفقة عبد الرحيم مهتاد، رئيس جمعية النصير حاليا.
وكانت غرفة الجنايات بمحكمة الاستئناف بالدارالبيضاء، قد أصدرت في حق مشفي، حكما غيابيا بالمؤبد، في يوليو (تموز) 1984 ضمن (مجموعة 71 الإسلامية)، التي اتهم أعضاؤها بتهمة المس بالنظام العام.
وشارك حسن مشفي، في كل المعسكرات التدريبية التي نظمتها الشبيبة الإسلامية في عدد من المواقع، وفق مخططها الذي ما زال البحث جاريا حوله، مع من تبقى من عناصرها الناشطين،
وبما أن مشفي، كان في فرنسا، رفقة عبد الرحيم مهتاد، الذي عمل على تسهيل مأمورية خروجه خارج التراب المغرب ي، فقد أصدرت ذات المحكمة، في حقه حكماً غيابياً ثانيا عام 1985 ضمن مجموعة الـ26 الإسلامية، فيما ظل مصير الآخرين مجهولا، بينهم عبد العزيز النعماني، أحد الوجوه البارزة، في تنظيم الشبيبة الإسلامية، إذ ورد اسمه في محاضر محاكمة قاتلي عمر بن جلون، وأيضا في محاكمات جرت في الرباط على خلفية الإرهاب، ضمنها محاكمة حركة المجاهدين المغاربة، بقيادة محمد النكاوي، المدان بالسجن النافذ 20 عاما، لتعاونه مع القضاء المغربي في الكشف عن أسلحة كانت توجد بمدينة الناظور (شمال المغرب)، وبـمدينة بركان (شرق المغرب)، منذ عام 1981.
وبعد ذلك، استمر مشفي، حسب معطيات جمعية النصير، مناضلا في صفوف الشبيبة الإسلامية المحظورة، إلى جانب عبد الكريم مطيع، أمينها العام، الذي غادر المغرب بعد محاكمة قاتلي بن جلون، ولازمه في هجرته، حيث تفرغ بعد ذلك لتحصيل العلم والدراسة في جامعة طرابلس بليبيا.

## وفاته
توفي حسن مشفي، يوم الإثنين 23 شعبان 1429 هـ / 25 أغسطس 2008، بأحد مستشفيات مدينة طرابلس -بليبيا.

## مواضيع ذات علاقة
- إبراهيم كمال
- عبد الكريم مطيع
- الشبيبة الإسلامية
- درب مولاي الشريف
- سجن تازمامرت
- سنوات الرصاص (المغرب)
- المخزن (المغرب)
- هيئة الإنصاف والمصالحة
- عبد الرحيم مهتاد